# Şelli
Şelli est un village situé dans le raion d'Agdam en Azerbaïdjan.

## Géographie
Le village est situé dans l'ouest de l'Azerbaïdjan, près du Haut-Karabagh, à 5 km au sud-ouest d'Agdam.

## Histoire
Au cours de la guerre du Haut-Karabagh, Şelli est occupé par les troupes arméniennes de la république du Haut-Karabagh après la bataille d'Agdam. La plus grande partie du village est détruite dans les combats, mais contrairement à la ville voisine entièrement ruinée et vidée de sa population, Şelli conserve une zone habitée à l'extrémité sud-ouest. Il est rebaptisé Oughtasar (Ուղտասար) et intégré à la région d'Askaran.
Conformément à l'accord de cessez-le-feu mettant fin à la deuxième guerre du Haut-Karabagh, le raion d'Agdam, auquel appartient le village, est restitué à l'Azerbaïdjan le 20 novembre 2020.